# ISO 3166-2:NR

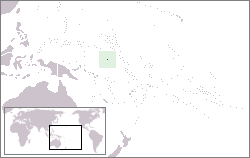
نمایی از موقعیت کشور نائورو. کد ISO 3166-2:NR بخشی از استاندارد ایزو ۳۱۶۶ برای این کشور است.

کد ISO 3166-2:NR بخشی از استاندارد ایزو ۳۱۶۶ برای کشور نائورو است که توسط سازمان بین‌المللی استانداردسازی ISO تنظیم شده‌است این سازمان، کدهای استاندارد را برای تقسیمات کشوری (ایالت‌ها یا استان‌های) کشورهای فهرست شده در استاندارد ایزو ۳۱۶۶-۱ تعریف می‌کند.
هر کد شامل دو بخش می‌گردد که توسط علامت - جدا می‌گردند.
- بخش نخست NR که در ایزو ۳۱۶۶-۱ آلفا-۲ کد کشور نائورو است.
- بخش دوم شامل یک یا دو یا سه حرف است که بیان‌کننده استان یا ایالت کشور نائورو می‌باشد.

## کدها
| کدها  | منطقه               |
| ----- | ------------------- |
| NR-01 | Aiwo District       |
| NR-02 | Anabar District     |
| NR-03 | Anetan District     |
| NR-04 | Anibare District    |
| NR-05 | Baiti District      |
| NR-06 | Boe District        |
| NR-07 | Buada District      |
| NR-08 | Denigomodu District |
| NR-09 | Ewa District, Nauru |
| NR-10 | Ijuw District       |
| NR-11 | Meneng District     |
| NR-12 | Nibok District      |
| NR-13 | Uaboe District      |
| NR-14 | یارن                |